# Catada phrycozona
Catada phrycozona är en fjärilsart som beskrevs av Turner 1902. Catada phrycozona ingår i släktet Catada och familjen nattflyn. Inga underarter finns listade i Catalogue of Life.